# Volo Delta Air Lines 9877
Il volo Delta Air Lines 9877 era un volo di addestramento dell'equipaggio operato su un Douglas DC-8. Il 30 marzo 1967 perse il controllo e si schiantò in un'area residenziale durante un avvicinamento simulato con motore fuori uso all'Aeroporto Internazionale di New Orleans-Louis Armstrong di New Orleans.

## L'aereo
N802E era un Douglas DC-8-51. Fu acquistato dalla Delta Air Lines il 14 settembre 1959 e da allora aveva accumulato un totale di 23.391 ore di volo. In origine l'aereo era stato prodotto come un DC-8-11 con quattro motori turbogetto Pratt & Whitney JT3C, e successivamente modificato in un modello 51 con motori turboventola JT3D. L'aereo era configurato per il decollo con un baricentro e un peso al decollo accettabili.

## L'equipaggio
Il comandante Maurice G. Watson, 44 anni, vantava ben 19.008 ore di volo, di cui 475 sul DC-8. Era abilitato per il DC-3, il DC-6, il DC-7, il DC-8, il DC-9 e il Convair CV 240/340/440. Venne assunto il 3 giugno 1949.
Il comandante James W. Morton, 48 anni, aveva registrato 16.929 ore di volo sul curriculum, di cui 15 sul DC-8. Era abilitato per il DC-3 , DC-6 , DC-7 , DC-9 e CV 240/340/440. Era stato assunto il 13 marzo 1951.
Il comandante William T. Jeter, Jr., 33 anni, aveva accumulato 2.715 ore di volo come ingegnere di volo, di cui 529 sul DC-8. Era abilitato per il DC-6, il DC-7, il DC-9 e il CV 240/340/440. Era stato assunto il 9 ottobre 1959.
L'ingegnere di volo David E. Posey, 25 anni, aveva accumulato 1.371 ore di volo come ingegnere di volo, di cui 667 sul DC-8. Era stato assunto il 14 novembre 1964.
L'ingegnere di volo George Plazza, 30 anni, con un totale di 802 ore di volo come ingegnere. Era stato assunto il 3 maggio 1965.

## Il volo
L'aereo lasciò il terminal alle 00:40 CST. Nel sedile di sinistra sedeva il comandante in addestramento e nel sedile di destra il comandante controllore. I piloti in addestramento quel giorno erano un comandante tirocinante e un ingegnere di volo tirocinante. Inoltre, l'ingegnere di volo istruttore stava ricevendo un controllo di competenza. Alle 00:43 i piloti informarono il controllore che erano pronti per il decollo e che avrebbero voluto compiere un giro e poi atterrare sulla pista 1. Una volta raggiunta la V1, un motore è stato spento come parte della procedura di controllo, mentre il decollo continuò come al solito. Durante la salita, è stato spento anche il secondo motore. Alle 00:46 il capitano tirocinante venne informato che il timone aveva perso potenza, fatto indicato solo da una spia luminosa, piuttosto che dall'effettiva perdita di potenza al timone. Alle 00:47 la torre autorizzò il volo all'atterraggio sulla pista 1. L'equipaggio avrebbe simulato un avvicinamento con due motori fuori uso, avrebbe effettuato un atterraggio completo e poi sarebbe decollato di nuovo dalla pista 19. L'altitudine scese a 900 piedi e i flap furono impostati a 25 gradi. L'altitudine aumentò poi a 1.100 piedi, causando una diminuzione della velocità a 180 nodi. Poco dopo, i flap per l'atterraggio vennero dispiegati e l'aereo scese di 650 piedi a una velocità di 165 nodi. Da quel punto in poi, la velocità scese a circa 136 nodi. L'equipaggio ha aumentato la potenza sui motori 3 e 4, poiché i motori 1 e 2 non erano in funzione. Ciò ha causato l'ingresso dell'aereo in una virata a sinistra in continuo aumento, che ha raggiunto un massimo di 60°, con un angolo di discesa di 14°. L'aereo ha colpito linee elettriche e alberi a circa 2.300 piedi dalla soglia della pista, prima di tagliare l'angolo di una casa e di un veicolo. Dopo aver colpito il suolo, scivolò, distrusse/danneggiò gravemente 2 case e si fermò contro gli edifici di un complesso di motel. Tredici persone a terra morirono, insieme a tutti i sei membri dell'equipaggio.

## L'indagine
L'istruttore abbassò completamente i flap per l'atterraggio, di sua iniziativa, troppo presto durante la manovra di avvicinamento. La resistenza causata dai flap fece calare la velocità e aumentare il rateo di discesa, a cui il capitano-tirocinante rispose sollevando il muso verso l'alto, invece di aumentare la potenza ai motori. L'istruttore non intervenne, il che fu probabilmente dovuto alla sua fiducia nel capitano-tirocinante. Anche l'equipaggio fu probabilmente colpito dalla stanchezza.

### Causa probabile
Gli inquirenti conclusero che la probabile causa dell'incidente è: